# Oscarsgalan 2016
Oscarsgalan 2016 var den 88:e upplagan av Academy Awards, som belönade insatser inom filmer från 2015, och hölls på Dolby Theatre i Los Angeles den 28 februari 2016. Galan sändes av ABC och producerades av David Hill och Reginald Hudlin. Skådespelaren Chris Rock var värd för galan för andra gången. Senast han ledde galan var 2005.
Kort efter att nomineringarna tillkännagavs fick Oscarsgalan kritik för bristande mångfald. Chris Rock skämtade flitigt om denna kontrovers under större delen av galan.
The Revenant fick flest nomineringar detta år med tolv stycken, och vann tre priser. Mad Max: Fury Road vann flest stycken med sex priser. Spotlight vann för Bästa film. Svenskan Alicia Vikander vann i kategorin för Bästa kvinnliga biroll för The Danish Girl. Den svenska filmen Hundraåringen som klev ut genom fönstret och försvann var nominerad i kategorin för Bästa smink men vann inte.

## Datum och händelser
| Datum            | Händelse                                    |
| ---------------- | ------------------------------------------- |
| 14 november 2015 | Governors Awards                            |
| 30 december 2015 | Nomineringsröstning börjar                  |
| 8 januari 2016   | Nomineringsröstning slutar                  |
| 14 januari 2016  | Nomineringarna presenteras                  |
| 12 februari 2016 | Sista röstningen börjar                     |
| 13 februari 2016 | Scientific and Technical Achievement Awards |
| 23 februari 2016 | Sista röstningen slutar                     |
| 28 februari 2016 | 88:e upplagan av Oscarsgalan                |

## Governors Awards
Den sjunde upplagan av Governors Awards hölls 14 november 2015, där följande personer fick motta specialpriser:

### Heders-Oscar
- Spike Lee
- Gena Rowlands

### Jean Hersholt Humanitarian Award
- Debbie Reynolds

## Vinnare och nominerade
Nomineringarna tillkännagavs den 14 januari 2016 live från Samuel Goldwyn Theater i Beverly Hills, Kalifornien och presenterades av skådespelaren John Krasinski, akademiordförande Cheryl Boone Isaacs och regissörerna Guillermo del Toro och Ang Lee. Vinnarna listas i fetstil.
| Bästa film | Bästa regi |
| --- | --- |

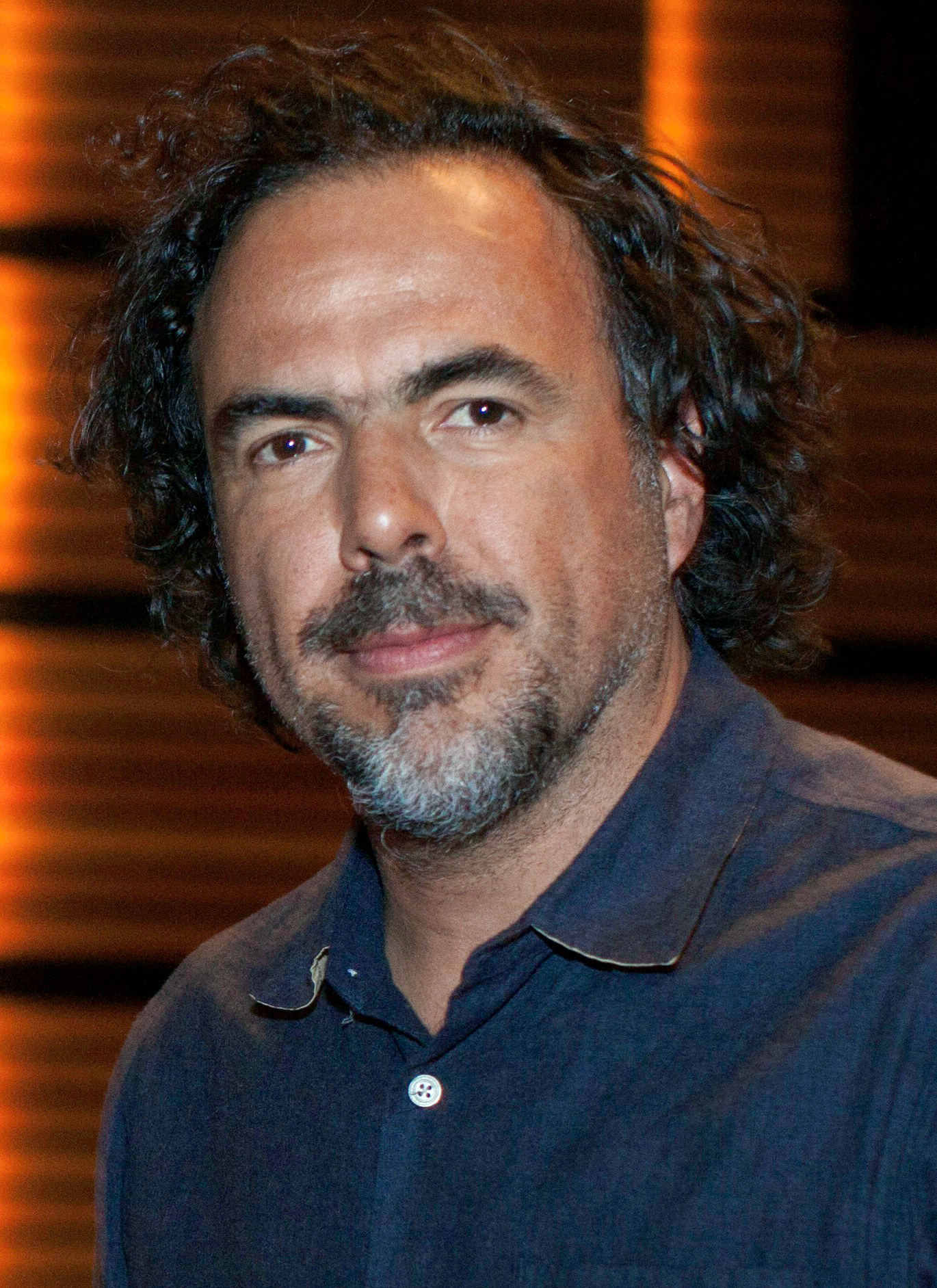
Alejandro González Iñárritu
Bästa regi

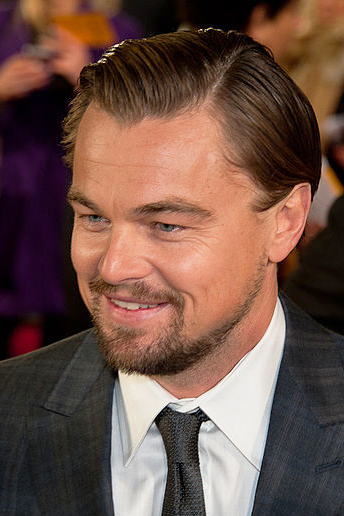
Leonardo DiCaprio
Bästa manliga huvudroll

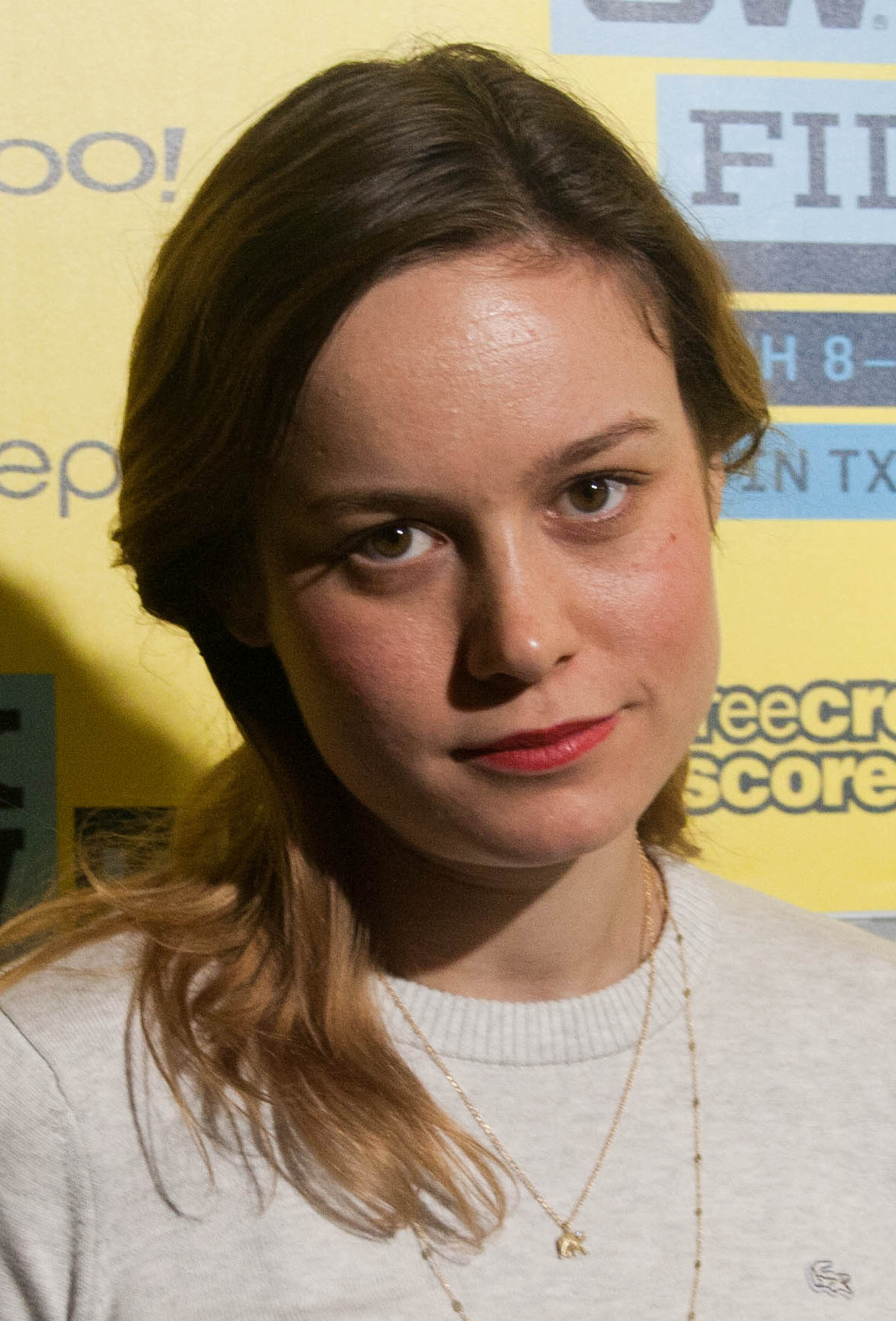
Brie Larson
Bästa kvinnliga huvudroll

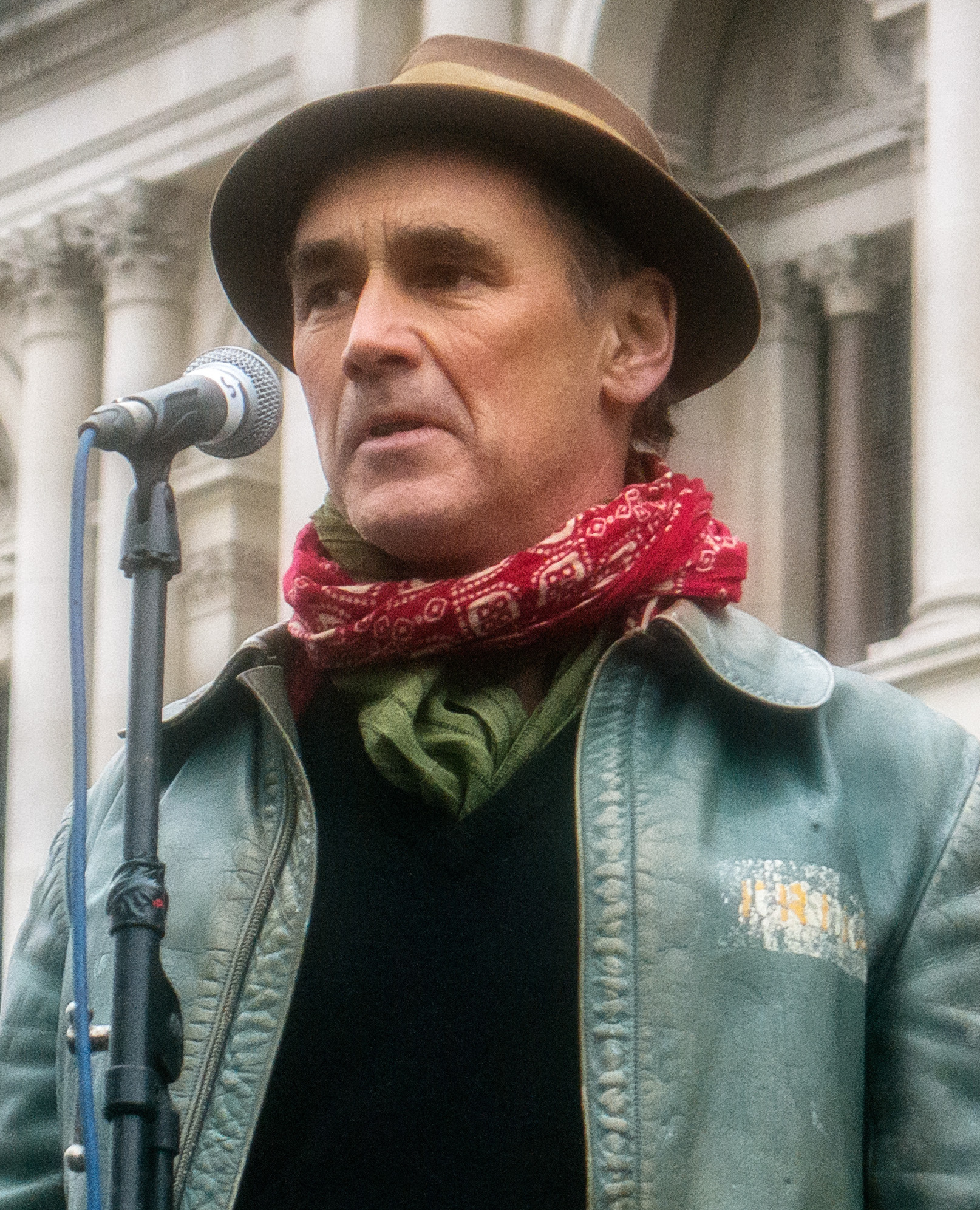
Mark Rylance
Bästa manliga biroll

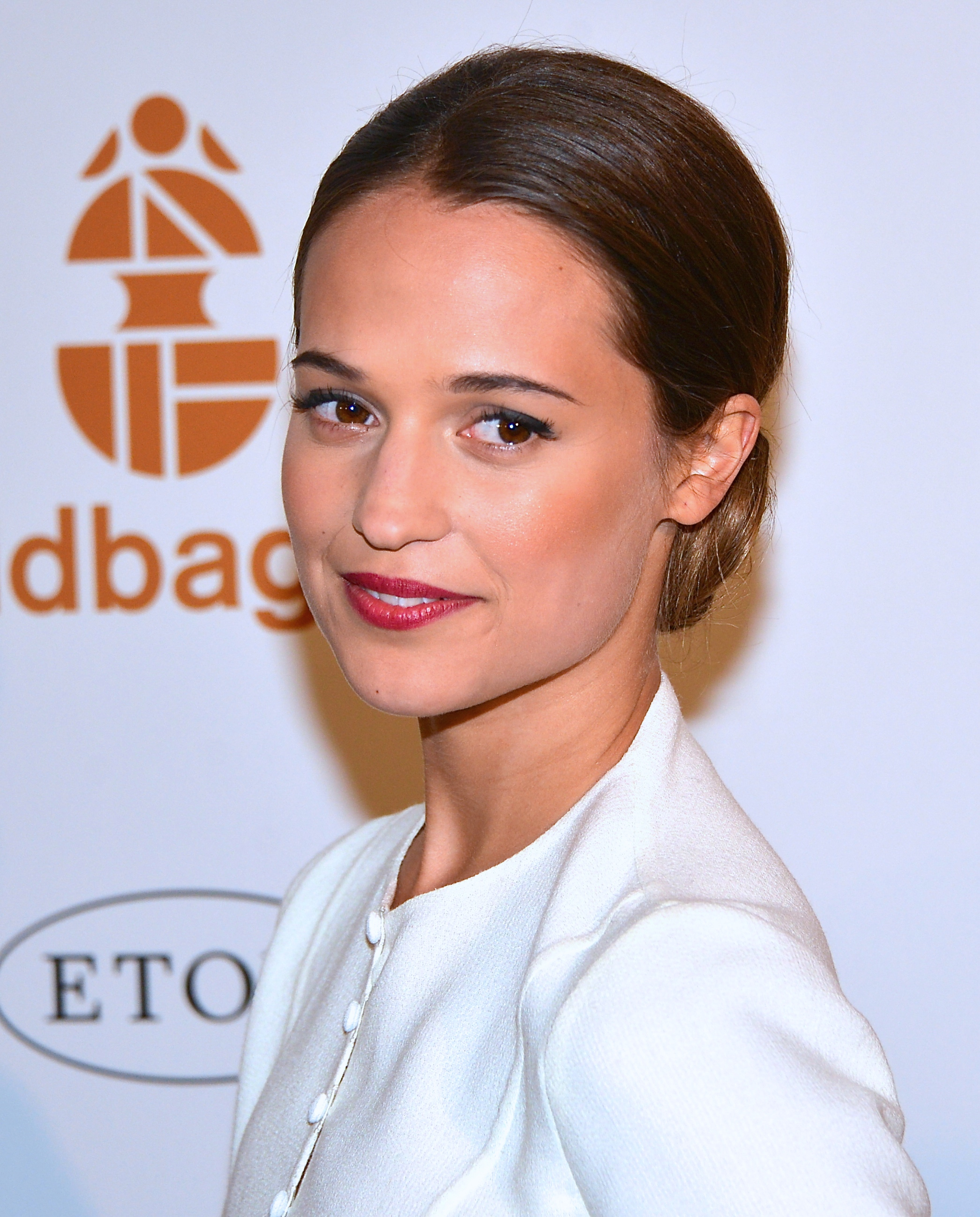
Alicia Vikander
Bästa kvinnliga biroll

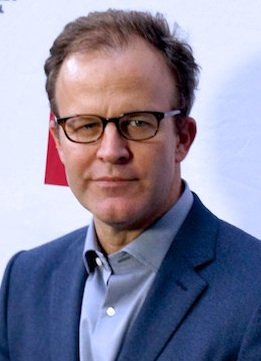
Tom McCarthy
Bästa originalmanus

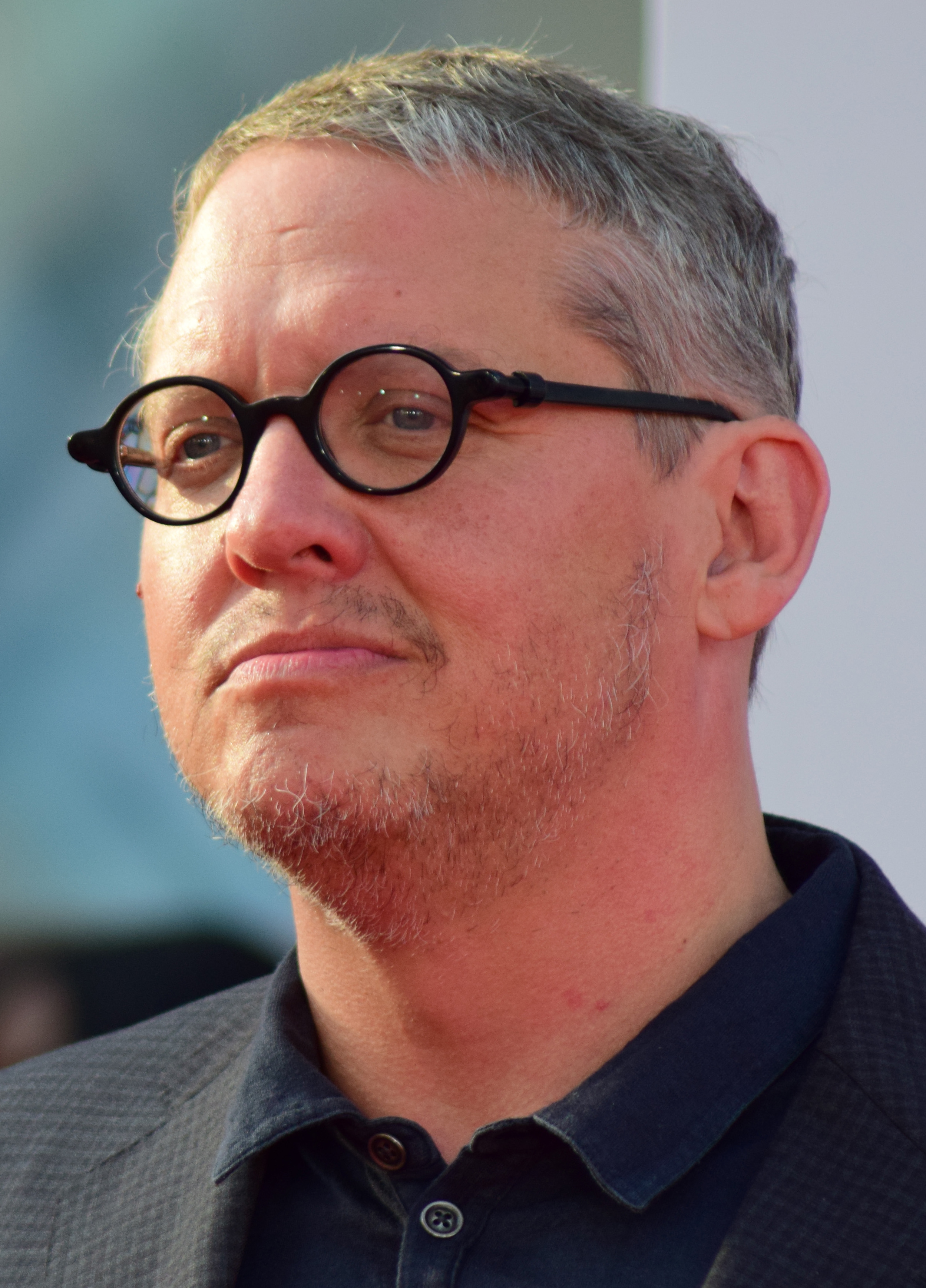
Adam McKay
Bästa manus efter förlaga

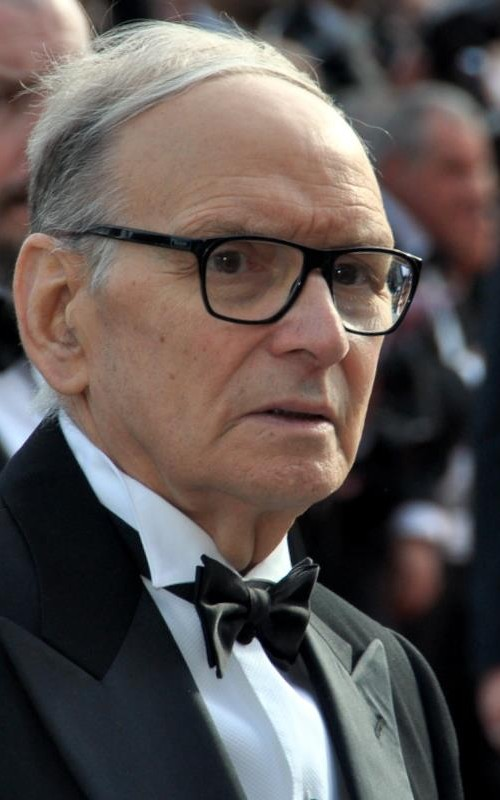
Ennio Morricone
Bästa filmmusik

| - Spotlight – Michael Sugar, Steve Golin, Nicole Rocklin och Blye Pagon Faust - The Big Short – Brad Pitt, Dede Gardner och Jeremy Kleiner - Brooklyn – Finola Dwyer och Amanda Posey - Mad Max: Fury Road – Doug Mitchell och George Miller - The Martian – Simon Kinberg, Ridley Scott, Michael Schaefer och Mark Huffam - The Revenant – Arnon Milchan, Steve Golin, Alejandro González Iñárritu, Mary Parent och Keith Redmon - Room – Ed Guiney - Spionernas bro – Steven Spielberg, Marc Platt och Kristie Macosko Krieger | - Alejandro González Iñárritu – The Revenant - Lenny Abrahamson – Room - Tom McCarthy – Spotlight - Adam McKay – The Big Short - George Miller – Mad Max: Fury Road |
| Bästa manliga huvudroll | Bästa kvinnliga huvudroll |
| - Leonardo DiCaprio – The Revenant som Hugh Glass - Bryan Cranston – Trumbo som Dalton Trumbo - Matt Damon – The Martian som Mark Watney - Michael Fassbender – Steve Jobs som Steve Jobs - Eddie Redmayne – The Danish Girl som Lili Elbe | - Brie Larson – Room som Joy "Ma" Newsome - Cate Blanchett – Carol som Carol Aird - Jennifer Lawrence – Joy som Joy Mangano - Charlotte Rampling – 45 år som Kate Mercer - Saoirse Ronan – Brooklyn som Eilis Lacey |
| Bästa manliga biroll | Bästa kvinnliga biroll |
| - Mark Rylance – Spionernas bro som Rudolf Abel - Christian Bale – The Big Short som Michael Burry - Tom Hardy – The Revenant som John Fitzgerald - Mark Ruffalo – Spotlight som Michael Rezendes - Sylvester Stallone – Creed som Rocky Balboa | - Alicia Vikander – The Danish Girl som Gerda Wegener - Jennifer Jason Leigh – The Hateful Eight som Daisy Domergue - Rooney Mara – Carol som Therese Belivet - Rachel McAdams – Spotlight som Sacha Pfeiffer - Kate Winslet – Steve Jobs som Joanna Hoffman |
| Bästa originalmanus | Bästa manus efter förlaga |
| - Spotlight – Josh Singer och Tom McCarthy - Ex Machina – Alex Garland - Insidan ut – Pete Docter, Meg LeFauve, Josh Cooley och Ronnie Del Carmen - Spionernas bro – Matt Charman, Ethan Coen och Joel Coen - Straight Outta Compton – Andrea Berloff, Jonathan Herman, S. Leigh Savidge och Alan Wenkus | - The Big Short – Charles Randolph och Adam McKay - Brooklyn – Nick Hornby - Carol – Phyllis Nagy - The Martian – Drew Goddard - Room – Emma Donoghue |
| Bästa animerade film | Bästa icke-engelskspråkiga film |
| - Insidan ut – Pete Docter och Jonas Rivera - Anomalisa – Charlie Kaufman, Duke Johnson och Rosa Tran - Fåret Shaun - Filmen – Mark Burton och Richard Starzak - När Marnie var där – Hiromasa Yonebayashi och Yoshiaki Nishimura - Pojken och världen – Alê Abreu | - Ungern – Sauls son - Colombia – Embrace of the Serpent - Danmark – Kriget - Frankrike – Mustang - Jordanien – Theeb |
| Bästa dokumentär | Bästa kortfilmsdokumentär |
| - Amy – Asif Kapadia och James Gay-Rees - Cartel Land – Matthew Heineman och Tom Yellin - The Look of Silence – Joshua Oppenheimer och Signe Byrge Sørensen - What Happened, Miss Simone? – Liz Garbus, Amy Hobby och Justin Wilkes - Winter on Fire: Ukraine's Fight for Freedom – Evgeny Afineevsky och Den Tolmor | - A Girl in the River: The Price of Forgiveness – Sharmeen Obaid-Chinoy - Body Team 12 – David Darg och Bryn Mooser - Chau, Beyond the Lines – Courtney Marsh och Jerry Franck - Last Day of Freedom – Dee Hibbert-Jones och Nomi Talisman - Claude Lanzmann: Spectres of the Shoah – Adam Benzine |
| Bästa kortfilm | Bästa animerade kortfilm |
| - Stutterer – Benjamin Cleary och Serena Armitage - Alles wird gut – Patrick Vollrath - Ave Maria – Basil Khalil och Eric Dupont - Day One – Henry Hughes - Shok – Jamie Donoughue | - Historia de un oso – Gabriel Osorio Vargas och Pato Escala Pierart - Prologue – Richard Williams och Imogen Sutton - Sanjay's Super Team – Sanjay Patel och Nicole Paradis Grindle - We Can't Live Without Cosmos – Konstantin Bronzit - World of Tomorrow – Don Hertzfeldt |
| Bästa filmmusik | Bästa sång |
| - The Hateful Eight – Ennio Morricone - Carol – Carter Burwell - Sicario – Jóhann Jóhannsson - Spionernas bro – Thomas Newman - Star Wars: The Force Awakens – John Williams | - "Writing's on the Wall" från Spectre – Sam Smith och Jimmy Napes - "Earned It" från Fifty Shades of Grey – Abel Tesfaye, Ahmad Balshe, Jason "DaHeala" Quenneville och Stephan Moccio - "Manta Ray" från Racing Extinction – J. Ralph och Anohni - "Simple Song #3" från Youth – David Lang - "Til It Happens to You" från The Hunting Ground – Diane Warren och Lady Gaga                                                            |
| Bästa ljudredigering | Bästa ljud |
| - Mad Max: Fury Road – Mark A. Mangini och David White - The Martian – Oliver Tarney - The Revenant – Martín Hernández och Lon Bender - Sicario – Alan Robert Murray - Star Wars: The Force Awakens – Matthew Wood och David Acord | - Mad Max: Fury Road – Chris Jenkins, Gregg Rudloff och Ben Osmo - The Martian – Paul Massey, Mark Taylor och Mac Ruth - The Revenant – Jon Taylor, Frank A. Montaño, Randy Thom och Chris Duesterdiek - Spionernas bro – Andy Nelson, Gary Rydstrom och Drew Kunin - Star Wars: The Force Awakens – Andy Nelson, Christopher Scarabosio och Stuart Wilson                                                                              |
| Bästa scenografi | Bästa foto |
| - Mad Max: Fury Road – Colin Gibson och Lisa Thompson - The Danish Girl – Eve Stewart och Michael Standish - The Martian – Arthur Max och Celia Bobak - The Revenant – Jack Fisk och Hamish Purdy - Spionernas bro – Adam Stockhausen, Rena DeAngelo och Bernhard Henrich | - The Revenant – Emmanuel Lubezki - Carol – Edward Lachman - The Hateful Eight – Robert Richardson - Mad Max: Fury Road – John Seale - Sicario – Roger Deakins |
| Bästa smink | Bästa kostym |
| - Mad Max: Fury Road – Lesley Vanderwalt, Elka Wardega och Damian Martin - Hundraåringen som klev ut genom fönstret och försvann – Love Larson och Eva von Bahr - The Revenant – Sian Grigg, Duncan Jarman och Robert A. Pandini | - Mad Max: Fury Road – Jenny Beavan - Berättelsen om Askungen – Sandy Powell - Carol – Sandy Powell - The Danish Girl – Paco Delgado - The Revenant – Jacqueline West |
| Bästa klippning | Bästa specialeffekter |
| - Mad Max: Fury Road – Margaret Sixel - The Big Short – Hank Corwin - The Revenant – Stephen Mirrione - Spotlight – Tom McArdle - Star Wars: The Force Awakens – Maryann Brandon och Mary Jo Markey | - Ex Machina – Andrew Whitehurst, Paul Norris, Mark Williams Ardington och Sara Bennett - Mad Max: Fury Road – Andrew Jackson, Tom Wood, Dan Oliver och Andy Williams - The Martian – Richard Stammers, Anders Langlands, Chris Lawrence och Steven Warner - The Revenant – Richard McBride, Matt Shumway, Jason Smith och Cameron Waldbauer - Star Wars: The Force Awakens – Roger Guyett, Pat Tubach, Neal Scanlan och Chris Corbould |

### Filmer med flera nomineringar
- 12 nomineringar: The Revenant
- 10 nomineringar: Mad Max: Fury Road
- 7 nomineringar: The Martian
- 6 nomineringar: Carol, Spionernas bro och Spotlight
- 5 nomineringar: The Big Short och Star Wars: The Force Awakens
- 4 nomineringar: The Danish Girl och Room
- 3 nomineringar: Brooklyn, The Hateful Eight och Sicario
- 2 nomineringar: Ex Machina, Insidan ut och Steve Jobs

### Filmer med flera vinster
- 6 vinster: Mad Max: Fury Road
- 3 vinster: The Revenant
- 2 vinster: Spotlight

### Sveriges bidrag
Sverige utsåg En duva satt på en gren och funderade på tillvaron till det svenska bidraget för priset i kategorin Bästa icke-engelskspråkiga film. Den blev inte nominerad.

## Presentatörer och uppträdande

### Presentatörer
Följande personer nedan presenterar priser och musikaliska nummer vid galan.
| Personer                             | Uppgift                                                                       |
| ------------------------------------ | ----------------------------------------------------------------------------- |
| Emily Blunt och Charlize Theron      | Presenterade priset för Bästa originalmanus                                   |
| Russell Crowe och Ryan Gosling       | Presenterade priset för Bästa manus efter förlaga                             |
| Sarah Silverman                      | Introducerade uppträdandet av Bästa sång nomineringen "Writing's on the Wall" |
| Henry Cavill och Kerry Washington    | Presenterade filmerna The Martian och The Big Short för Bästa film            |
| J.K. Simmons                         | Presenterade priset för Bästa kvinnliga biroll                                |
| Cate Blanchett                       | Presenterade priset för Bästa kostym                                          |
| Steve Carell och Tina Fey            | Presenterade priset för Bästa scenografi                                      |
| Jared Leto och Margot Robbie         | Presenterade priset för Bästa smink                                           |
| Jennifer Garner och Benicio del Toro | Presenterade filmerna The Revenant och Mad Max: Fury Road för Bästa film      |
| Michael B. Jordan och Rachel McAdams | Presenterade priset för Bästa foto                                            |
| Priyanka Chopra och Liev Schreiber   | Presenterade priset för Bästa klippning                                       |
| Chadwick Boseman och Chris Evans     | Presenterade priset för Bästa ljud och Bästa ljudredigering                   |
| Andy Serkis                          | Presenterade priset för Bästa specialeffekter                                 |
| Olivia Munn och Jason Segel          | Presenterade segmenten av Technical Achievement och Gordon E. Sawyer Award    |
| Kevin, Stuart & Bob                  | Presenterade priset för Bästa animerade kortfilm                              |
| Woody & Buzz Lightyear               | Presenterade priset för Bästa animerade film                                  |
| Kevin Hart                           | Introducerade uppträdandet av Bästa sång nomineringen "Earned It"             |
| Kate Winslet och Reese Witherspoon   | Presenterade filmerna Spionernas bro och Spotlight för Bästa film             |
| Patricia Arquette                    | Presenterade priset för Bästa manliga biroll                                  |
| Louis C.K.                           | Presenterade priset för Bästa kortfilmsdokumentär                             |
| Dev Patel och Daisy Ridley           | Presenterade priset för Bästa dokumentär                                      |
| Whoopi Goldberg                      | Presenterade segmenten av Heders-Oscars och Jean Hersholt Humanitarian Award  |
| Cheryl Boone Isaacs                  | Special presentation belyser fördelarna med film och mångfald                 |
| Louis Gossett Jr.                    | Presenterade In Memoriam-hyllningen                                           |
| Abraham Attah och Jacob Tremblay     | Presenterade priset för Bästa kortfilm                                        |
| Lee Byung-Hun och Sofia Vergara      | Presenterade priset för Bästa icke-engelskspråkiga film                       |
| Joe Biden                            | Introducerade uppträdandet av Bästa sång nomineringen "Til It Happens to You" |
| Quincy Jones och Pharrell Williams   | Presenterade priset för Bästa filmmusik                                       |
| Common och John Legend               | Presenterade priset för Bästa sång                                            |
| Sacha Baron Cohen och Olivia Wilde   | Presenterade filmerna Room och Brooklyn för Bästa film                        |
| J.J. Abrams                          | Presenterade priset för Bästa regi                                            |
| Eddie Redmayne                       | Presenterade priset för Bästa kvinnliga huvudroll                             |
| Julianne Moore                       | Presenterade priset för Bästa manliga huvudroll                               |
| Morgan Freeman                       | Presenterade priset för Bästa film                                            |

### Uppträdande
| Personer   | Uppträdde                                       |
| ---------- | ----------------------------------------------- |
| Sam Smith  | "Writing's on the Wall" från Spectre            |
| The Weeknd | "Earned It" från Fifty Shades of Grey           |
| Dave Grohl | "Blackbird" under In Memoriam                   |
| Lady Gaga  | "Til It Happens to You" från The Hunting Ground |

## In Memoriam
Följande bortgångna personer nedan tillägnades under den årliga In Memoriam-segmentet.

- Wes Craven
- Stan Freberg
- Saeed Jaffrey
- Miroslav Ondříček
- Robert Balser
- Lizabeth Scott
- Stuart A. Reiss
- Chantal Akerman
- Christopher Lee
- Robert Chartoff
- Murray Weissman
- Jerry Weintraub
- James L. White
- Theodore Bikel
- Robert Loggia
- Barbara S. Brogliatti
- Maureen O'Hara
- Gene Allen
- Omar Sharif
- Louis DiGiaimo
- Patricia Norris
- Dean Jones
- Ettore Scola
- Alan Rickman
- Haskell Wexler
- Karolyn Ali
- Tex Rudloff
- Richard Corliss
- John B. Mansbridge
- Alex Rocco
- Kirk Kerkorian
- Bob Minkler
- Douglas Slocombe
- David W. Samuelson
- James Horner
- Bruce Sinofsky
- Frank D. Gilroy
- Holly Woodlawn
- Elmo Williams
- Howard A. Anderson
- Roger Mayer
- Albert Maysles
- Melissa Mathison
- Richard Glatzer
- David Bowie
- Vilmos Zsigmond
- Daniel Gerson
- Leonard Nimoy